# ZerA
ZerA（ゼラ）は、韓国のゲーム会社NEXONの開発チームGAMETABが開発したオンラインゲーム。MMORPGに分類される。
日本ではネクソンが2007年1月30日からクローズドβテストを行ったが、テスト終了後から公式サイトが一時停止された。その後およそ1年間にわたって放置されていたが、2008年1月にサービスの中止が告知された。後に、韓国でも閉鎖された。

## 特徴
NEXONが開発を行ったゲームとしては初となるリアル系の3DMMORPGである。
誰でも楽しくプレイできるゲームを目指しており、レベルが低いうちから楽しめるようになっている。

## クラス
ウォーリア
接近戦を得意とし、広範囲の敵に対抗できるスキルを使用できる。
レンジャー
素早さが高く、遠距離から敵を攻撃できる。多彩なスキルを使用できる。
サモナー
モンスターを召喚することで高い戦闘力を発揮する。呪い、毒などの補助的なスキルを使用できる。
ウィザード
攻撃魔法を操れる魔法使い。遠距離からの広範囲攻撃も可能。

## スキル
インスタントスキル
使用した瞬間に発動できるスキル。スキがないため相手に反撃されにくい。
キャスティングスキル
発動までに時間がかかるが、ガードスキルを打ち破れるスキル。
ガードスキル
一般攻撃やインスタントスキルを防御できるスキル。キャスティングスキルだけは防御できない。